# Antonio Ugo
Antonio Ugo (* 22. Januar 1870 in Palermo; † 19. April 1950 ebenda) war ein italienischer Medailleur und Bildhauer auf Sizilien.

## Leben
Im Alter von 14 Jahren kam er in die Lehre zum Bildhauer Francesco Griffo-Saporito. In der Werkstatt von Benedetto De Lisi setzte er seine Ausbildung fort. Er heiratete die Tochter seines Lehrmeisters, Teresa De Lisi.
1889 unterwarf sich Ugo einer Prüfung seines Könnens, die ihm ein Stipendium für die Bildhauerwerkstatt von Ercole Rosa in Rom einbrachte. Dort blieb er bis 1894.
Schon 1891 präsentierte er seine Werke auf einer großen Ausstellung in Palermo. In den folgenden Jahren nahm er an mehreren Biennalen in Venedig teil, deren Juror er dreimal war.
1910 wurde er Ehrenmitglied der Accademia di Belle Arti di Brera in Mailand und 1913 der Kunstakademie von Palermo, deren Lehrstuhl für Bildhauerei er von 1924 bis 1936 innehatte. 1934 beauftragte Benito Mussolini den Künstler mit einer Bronzestatue der „Madonna die Littoria“ für die Chiesa di Littoria in Rom.

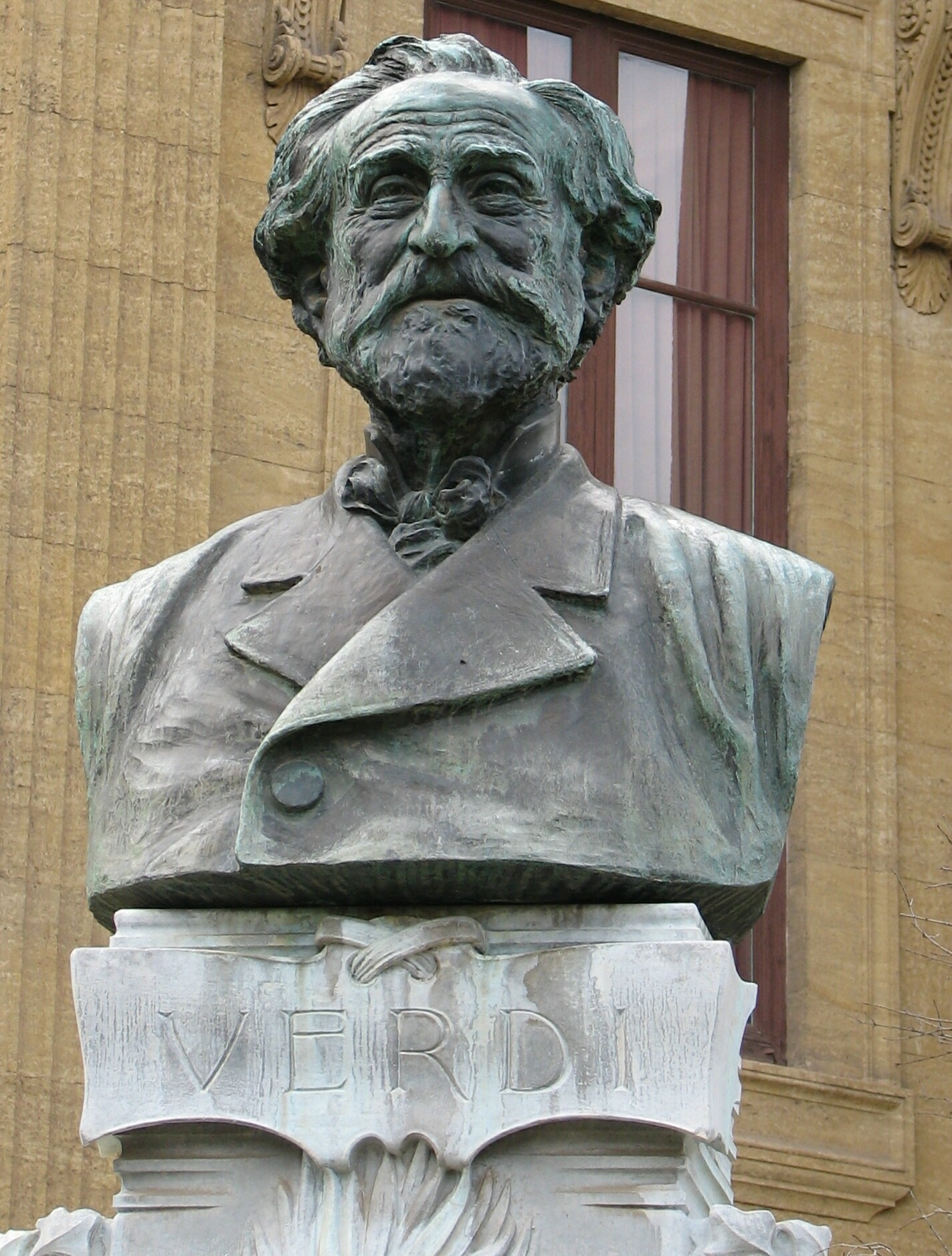
Antonio Ugo: Bronzebüste Giuseppe Verdis. Piazza Verdi (Palermo)

1949 übergab er einen großen Teil seiner Skulpturen der Stadt Palermo für die Sammlung des Palazzo Ziino. Einige seiner Arbeiten befinden sich auch in der Galleria d’Arte Moderna in Rom.
Sein künstlerischer Stil veränderte sich vom Symbolismus der Präraffaeliten über dem Jugendstil bis hin zu einem akademischen Realismus.
Neben seinen figürlichen Skulpturen entwarf er in Zusammenarbeit mit dem Architekten Ernesto Basile Möbel und Gebrauchsgegenstände, die zum Teil von der Firma Ducrot in Palermo produziert wurden.
Ugo erhielt zahlreiche Preise und Auszeichnungen.

## Schüler von Ugo auf Sizilien
Filippo Rizzo, Cosmo Sorgi, Michele Dixit, Giovanni Rosone, Giovanni Barbera. Sein Sohn Giuseppe Vittorio Ugo (1897–1965) wurde Architekt.

## Werke (Auswahl)
- Teatro Massimo (Palermo),  Verwaltung: Medaillons mit Porträts von Ernesto Basile und dessen Vater (1897)
- Universität von Palermo: Marmorbüsten von Giacomo Leopardi (1898),  Lazzaro Spallanzani (1899) und Paolo Emiliani Giudici (1903)
- Gela: Marmordenkmal für König Umberto I. (1901/02)
- Teatro Massimo (Palermo): Bronzebüste Giuseppe Verdi (1902) im Garten
- Galleria d’Arte Moderna (Palermo): Marmorskulpturen „Die Mutter“ (1905) und „Rose mit Dornen“ (nach 1910), „Sizilianischer Bauernkrieg“ (1932) sowie die Bronzestatuen „Madonna dell’Agnello“ (nach 1934) und „Riposo“ (um 1934)
- Piazza Armerina: Denkmal für den Conte Marco Trigona und dessen Frau (1906)
- Monumento Vittorio Emanuele II (Rom): Skulptur “Genius des Sieges” (um 1908)
- Palermo: Bronzedenkmal für die Nationale Einheit mit Allegorischen Figuren der „Italia“ und „Sicilia“ (1910) gemeinsam mit Ernesto Basile
- Misilmeri: Denkmal für die Opfer des Ersten Weltkrieges (1921) gemeinsam mit Giovanni Raccuglia
- Cimitero di Sant’Orsola (Palermo): Bronzegrabmal für Amalia Natoli Alaimo (1924)
- Chiesa di Santa Rosalia (Palermo): Bronzestatue der Santa Rosalia
- Kathedrale von Catania: Marmor und Bronzedenkmal Giuseppe Kardinal Francica-Nava Bontifé (1931)
- Chiesa di San Domenico (Palermo): Bronzebüste für Giacomo Serpotta (1932)
- Palazzo Comunale (Latina): Bronzestatu “Madonna di Littoria” (1934)
- Parco d’Orleans (Palermo): Fontana del Pescatore (1947)